# مونردة
المُوْنَرْدة أو الأستَبون (الاسم العلمي: Monarda) (بالإنجليزية: horsemint)‏ هو جنس من النباتات يتبع الفصيلة الشفوية من رتبة الشفويات. سمي هذا الجنس نسبة إلى عالم النبات الفرنسي نيكولا مونرد (بالفرنسية: Nicolás Monardes)‏.